# Oyón (Perú)
Oyón es una ciudad peruana. Es, asimismo, capital del distrito de Oyón y la provincia de Oyón en el departamento de Lima. 

## Demografía
Tiene una población de 3042 habitantes en 1993.

## Ubicación geográfica
Está a una altitud de 3600 m s. n. m., sobre una meseta que se emplaza en la ladera occidental de la misma cordillera Occidental de los Andes peruanos y sobre los cursos de los ríos Huaura y Patón.

## Clima
| Parámetros climáticos promedio de Oyón (territorios entre 3500 - 4000 m s. n. m.). | Parámetros climáticos promedio de Oyón (territorios entre 3500 - 4000 m s. n. m.). | Parámetros climáticos promedio de Oyón (territorios entre 3500 - 4000 m s. n. m.). | Parámetros climáticos promedio de Oyón (territorios entre 3500 - 4000 m s. n. m.). | Parámetros climáticos promedio de Oyón (territorios entre 3500 - 4000 m s. n. m.). | Parámetros climáticos promedio de Oyón (territorios entre 3500 - 4000 m s. n. m.). | Parámetros climáticos promedio de Oyón (territorios entre 3500 - 4000 m s. n. m.). | Parámetros climáticos promedio de Oyón (territorios entre 3500 - 4000 m s. n. m.). | Parámetros climáticos promedio de Oyón (territorios entre 3500 - 4000 m s. n. m.). | Parámetros climáticos promedio de Oyón (territorios entre 3500 - 4000 m s. n. m.). | Parámetros climáticos promedio de Oyón (territorios entre 3500 - 4000 m s. n. m.). | Parámetros climáticos promedio de Oyón (territorios entre 3500 - 4000 m s. n. m.). | Parámetros climáticos promedio de Oyón (territorios entre 3500 - 4000 m s. n. m.). | Parámetros climáticos promedio de Oyón (territorios entre 3500 - 4000 m s. n. m.). |
| Mes                                                                                | Ene.                                                                               | Feb.                                                                               | Mar.                                                                               | Abr.                                                                               | May.                                                                               | Jun.                                                                               | Jul.                                                                               | Ago.                                                                               | Sep.                                                                               | Oct.                                                                               | Nov.                                                                               | Dic.                                                                               | Anual                                                                              |
| ---------------------------------------------------------------------------------- | ---------------------------------------------------------------------------------- | ---------------------------------------------------------------------------------- | ---------------------------------------------------------------------------------- | ---------------------------------------------------------------------------------- | ---------------------------------------------------------------------------------- | ---------------------------------------------------------------------------------- | ---------------------------------------------------------------------------------- | ---------------------------------------------------------------------------------- | ---------------------------------------------------------------------------------- | ---------------------------------------------------------------------------------- | ---------------------------------------------------------------------------------- | ---------------------------------------------------------------------------------- | ---------------------------------------------------------------------------------- |
| Temp. máx. media (°C)                                                              | 14.8                                                                               | 14.1                                                                               | 14.3                                                                               | 15.3                                                                               | 15                                                                                 | 15                                                                                 | 15.3                                                                               | 15.4                                                                               | 15                                                                                 | 15.1                                                                               | 15.2                                                                               | 15.2                                                                               | 15                                                                                 |
| Temp. media (°C)                                                                   | 8.9                                                                                | 8.7                                                                                | 8.7                                                                                | 8.8                                                                                | 7.6                                                                                | 6.6                                                                                | 6.5                                                                                | 6.9                                                                                | 7.5                                                                                | 8.2                                                                                | 8.4                                                                                | 8.4                                                                                | 7.9                                                                                |
| Temp. mín. media (°C)                                                              | 3                                                                                  | 3.4                                                                                | 3.1                                                                                | 2.3                                                                                | 0.2                                                                                | -1.8                                                                               | -2.2                                                                               | -1.6                                                                               | 0.1                                                                                | 1.3                                                                                | 1.6                                                                                | 1.7                                                                                | 0.9                                                                                |
| Fuente: climate-data.org                                                           |                                                                                    |                                                                                    |                                                                                    |                                                                                    |                                                                                    |                                                                                    |                                                                                    |                                                                                    |                                                                                    |                                                                                    |                                                                                    |                                                                                    |                                                                                    |

## Acceso
Ubicado a 211 kilómetros desde Lima, a Oyón se puede llegar por una carretera.